# Evil Dead 2
Pour les articles homonymes, voir Evil Dead.
Série Evil Dead
Evil Dead
(1981) L'Armée des Ténèbres
(1992)
Pour plus de détails, voir Fiche technique et Distribution.
Evil Dead 2 (Evil Dead 2: Dead by Dawn) est un film d'horreur américain réalisé par Sam Raimi, sorti en 1987. Selon son réalisateur et son acteur principal, il s'agit de la suite directe d'Evil Dead sorti en 1981 et non d'un remake parodique.
Le film est un succès au box-office et acquiert au fil du temps un statut de film culte. Il est suivi par un troisième volet, intitulé Evil Dead 3 : L'Armée des Ténèbres, sorti en 1992.

## Synopsis
Ash Williams et sa petite amie, Linda, prennent des vacances romantiques dans une cabane abandonnée dans les bois. Dans la cabane, Ash découvre un magnétophone où un message est enregistré par Raymond Knowby, l'archéologue qui a précédemment habité la cabane. Knowby y récite des passages du Necronomicon, qu'il a découvert lors d'une fouille archéologique. L'incantation enregistrée libère une force maléfique qui possède Linda. Ash est alors forcé de décapiter sa petite amie avec une pelle et l'enterre près de la cabane.
À l'aube, Ash est lui-même brièvement possédé par le démon, mais se réveille libéré de la présence maléfique, sans explication, en pleine forêt. En tentant de fuir, il constate que le pont menant à la cabane a été détruit. L'esprit poursuit Ash jusqu'à la cabane où la tête revivifiée de Linda l'attaque, le mordant à la main. Ash amène la tête coupée de Linda à la remise, où son corps sans tête l'attaque avec une tronçonneuse. Ash prend le dessus et découpe Linda en morceaux. La main droite de Ash, mordue et désormais possédée, essaie de le tuer, et Ash est forcé de se couper la main avec la tronçonneuse. Sa main coupée réussit néanmoins à s'enfuir.
Pendant ce temps, Annie, la fille de Knowby, et son collègue, Ed Getley, reviennent d'une fouille avec les pages manquantes du Necronomicon et trouvent le pont détruit. Ils font appel à deux habitants du coin, Jake et Bobby Joe, pour les guider le long d'un autre sentier jusqu'à la cabane. Ils y trouvent Ash qui est lentement rendu fou par le démon, par le moyen d'hallucinations. Les quatre nouveaux arrivants écoutent un enregistrement de Knowby détaillant comment sa femme Henrietta était possédée par un esprit maléfique, ce qui l'a forcé à la tuer. Ils trouvent Mme Knowby, morte mais toujours possédée, au sous-sol et elle attaque et possède Ed. Ash démembre ce dernier avec une hache. Bobby Joe tente de s'échapper mais est attaquée et tuée par les arbres démoniaques. Annie traduit deux des pages avant que Jake ne les jette au sous-sol, les tenant sous la menace d'une arme à feu pour les forcer à aller chercher Bobby Joe. Ash est de nouveau possédé et se retourne contre ses compagnons restants, assommant Jake. Annie poignarde ensuite accidentellement Jake (le prenant pour le démon) et le traîne jusqu'au sous-sol, où il est tué par Henrietta. Ash tente de tuer Annie, mais revient à son état normal lorsqu'il voit le collier de Linda.
Ash, avec l'aide d'Annie, modifie la tronçonneuse et l'attache à son moignon. Il finit par trouver les pages manquantes du Necronomicon et tue Henrietta, qui s'est transformée en monstre à long cou. Après cela, Annie chante une incantation pour bannir l'esprit maléfique. L'incantation ouvre un portail temporel tourbillonnant qui attire non seulement l'entité, mais aussi les arbres voisins, l'Oldsmobile Delta 88 de Ash et Ash lui-même. Pendant ce temps, la main coupée de Ash poignarde Annie. Ash, ramené au Moyen Âge, se trouve confronté à un groupe de chevaliers qui le prennent d'abord pour un démon et veulent le tuer, mais ils sont rapidement distraits lorsqu'un monstre volant surgit. Ash le fait exploser avec son fusil de chasse et est salué comme un héros venu sauver le royaume. Il s'effondre et crie d'angoisse.

## Fiche technique
Sauf indication contraire, les informations mentionnées dans cette section peuvent être confirmées par la base de données cinématographiques IMDb,  présente dans la section « Liens externes ».
- Titre français : Evil Dead 2
- Titre québécois : L'opéra de la terreur 2
- Titre original : Evil Dead 2: Dead by Dawn ou parfois seulement Evil Dead II
- Réalisation : Sam Raimi
- Scénario : Sam Raimi et Scott Spiegel
- Direction artistique : Randy Bennett et Philip Duffin
- Photographie : Peter Deming
- Montage : Kaye Davis
- Musique : Joseph LoDuca
- Production : Bruce Campbell, Alex De Benedetti, Irvin Shapiro et Robert Tapert
- Société de production : Renaissance Pictures
- Sociétés de distribution : Rosebud Pictures (États-Unis), Splendor Films (France), De Laurentiis Entertainment Group
- Budget : 3,5 millions de dollars
- Pays d'origine : États-Unis
- Langue originale : anglais
- Format : couleurs - 35 mm - 1,85:1 - mono
- Genre : comédie horrifique
- Durée : 84 minutes
- Dates de sortie : 
  -  États-Unis : 13 mars 1987
  -  France : 8 juillet 1987
- Film interdit aux moins de 12 ans lors de sa sortie en France

## Distribution
- Bruce Campbell (VF : Philippe Bellay) : Ash Williams
- Sarah Berry (en) (VF: Elizabeth Wiener): Annie Knowby
- Dan Hinks (en) (VF : Joseph Falcucci): Jake
- Kassie Wesley (en) : Bobbie Joe
- Denise Bixler (de) : Linda
- Richard Domeier (VF : Patrick Borg): le professeur Ed Getley
- John Peakes (VF : Jean Berger) : le professeur Raymond Knowby
- Lou Hancock : Henrietta Knowby
- Ted Raimi : Henrietta (possédée)

## Production

### Genèse et développement
L'idée de faire une suite à Evil Dead est évoquée dès le premier film. Irvin Shapiro, publicitaire et producteur du film, pousse Sam Raimi à envisager les prémices d'un autre film. Avec le scénariste Sheldon Lettich, Sam Raimi développe une intrigue dans laquelle Ash se retrouve via un portail au Moyen Âge. Irvin Shapiro est séduit par cette idée et en mai 1984 lance une campagne promotionnelle annoncant le film Evil Dead II: Evil Dead and the Army of Darkness. Mais lorsque le film est refusé par Universal Pictures et 20th Century Fox, Sam Raimi se concentre sur un autre projet, Mort sur le grill (Crimewave) sorti en 1985.
Après l'échec public et critique de Mort sur le grill, Sam Raimi et ses partenaires de Renaissance Pictures, le producteur Robert Tapert et l'acteur et coproducteur Bruce Campbell, tentent de relancer le projet auprès d'Irvin Shapiro, tout en sachant qu'un nouvel échec serait catastrophique pour leurs carrières. La suite d’Evil Dead est initialement développée avec Embassy Pictures, qui a cofinancé Mort sur le grill, mais Sam Raimi et ses associés sentent que le projet n'avance pas. Sam Raimi est alors contacté par le producteur Dino De Laurentiis pour réaliser une adaptation du roman La Peau sur les os de Stephen King. Sam Raimi décline la proposition mais le producteur italien reste en contact avec le jeune cinéaste. L'adaptation de La Peau sur les os fait alors partie d'un accord entre Dino De Laurentiis et Stephen King pour produire plusieurs adaptations d’œuvres de l'auteur à succès. Stephen King doit lui-même réaliser Maximum Overdrive (1986). Lors d'un diner, Stephen King s'entretient avec Sam Raimi qui lui explique les problèmes de financement de Evil Dead 2. Ayant fortement apprécié le premier Evil Dead, Stephen King demande à Dino De Laurentiis de produire cette suite. Le producteur accepte rapidement de leur allouer un budget de 3,6 millions de dollars. Cependant, Dino De Laurentiis demande un scénario plus proche du premier film et rejette l'intrigue médiévale envisagée. Cette idée sera alors réutilisée pour le 3e film, Evil Dead 3 (1992).
Pour écrire le script, Sam Raimi contacte son vieil ami Scott Spiegel, qui suggère un film moins horrifique et davantage tourné vers la comédie. Au départ, la scène d'ouverture devait voir revenir les cinq personnages principaux du premier film. Pour des raisons budgétaires, seuls Ash et Linda sont conservés. De nombreuses versions du scénario seront ensuite écrites. Leurs inspirations sont notamment Les Trois Stooges et des films de comédies slapstick.

### Tournage
Le tournage s'est déroulé aux studios De Laurentiis de Wilmington, ainsi qu'à Détroit et Wadesboro.

## Accueil

### Critique
Il est très bien accueilli par la critique, recueillant 98 % de critiques positives, avec une note moyenne de 8/10 et sur la base de 55 critiques collectées, sur le site internet Rotten Tomatoes. Sur Metacritic, il obtient un score de 69/100 sur la base de 12 critiques collectées.

### Box-office
Evil Dead connaît un succès commercial modéré, rapportant 10 900 000 $ de recettes mondiales, dont 5 923 044 dollars au box-office américain.
En France, il réalise 548 741 entrées, soit 3 000 000 $ de recettes sur le territoire. En Allemagne de l'Ouest, le film a rapporté 1 406 053 $ de recettes, soit 346 263 entrées,. Lors de sa ressortie en Australie en octobre 2018, le film a engrangé 3 133 $.

## Distinctions

### Récompenses
- Festival international du film fantastique et de science-fiction de Paris 1988 : Licorne d'or

### Nominations
- Saturn Awards 1988 : meilleur film d'horreur, meilleurs maquillages (Mark Shostrom) et meilleurs effets spéciaux (Vern Hyde, Doug Beswick, Tom Sullivan)
- Festival Fantasporto 1988 : meilleur film

## Suite ouremake?
La raison a été expliquée par Bruce Campbell, où il a révélé que Raimi ne détenait pas les droits du premier film, donc ils ont dû tourner un récapitulatif avec différents acteurs, ce qui a fini par devenir une histoire différente. Campbell a ajouté que les gens pensaient qu'Ash était revenu au chalet avec différentes personnes, mais il n'est pas si stupide.

## Sortie vidéo
La trilogie sort en coffret intégrale DVD, Blu-ray et Ultime le 21 janvier 2020 édité par L'Atelier d'Images. Le coffret DVD comprend Evil Dead et ses deux suites en DVD ainsi qu'un DVD de bonus pour chaque film. Le coffret Blu-ray contient les trois films en Blu-ray, ainsi qu'un DVD de bonus pour Evil Dead, et 2 Blu-ray de bonus, un pour Evil Dead 2 et un pour Evil Dead 3 (les bonus sont les mêmes que ceux du coffret DVD). Et le coffret intégrale limité à 1500 exemplaires contient Evil Dead en 4K Ultra HD et en Blu-ray, un Blu-ray de Evil Dead 2, un Blu-ray de Evil Dead 3, 2 Blu-ray et 1 DVD de bonus (identiques à ceux du coffret Blu-ray), un livre de 112 pages avec une couverture rigide au format 170 x 140 mm intitulé Evil Dead : Dans les entrailles d'une saga écrit par Claude Gaillard, Guillaume Le Disez et Pierre Louis, qui raconte les aventures de Ash et sa tronçonneuse au format papier, et enfin un jeu de plateau créé exclusivement pour cette édition.

## Autour du film
- Les lecteurs du magazine Total Film l'ont élu 35e meilleur film de tous les temps
- Le film est censuré lors de sa sortie aux États-Unis.
- Le film utilise volontiers le second degré (sang explicitement fantaisiste de couleurs verte, violette, noire).
- Certaines scènes ont été coupées au montage final, notamment l'apparition d'une marionnette en animatronique démembrée, conçue par l'équipe de Mark Shostrom[réf. nécessaire].
- De nombreuses répliques du personnage de jeu vidéo Duke Nukem sont empruntées à Ash Williams dans Evil Dead 2 et 3.
- Le film devait être une suite directe du premier film, la fin d'Evil Dead devait être reprise pour le début d'Evil Dead 2 mais la société de production du premier film détenait les droits et interdit à Sam Raimi et son équipe de réutiliser ces scènes. Sam Raimi a dû donc retourner ces scènes en y apportant certaines modifications (comme la suppression de personnages) pour ne pas avoir de problèmes de droits d'auteur, ce qui donne cette impression de voir un remake du film de 1981[1].
- Dans le sous-sol de la cabane, l'on peut apercevoir à 2 reprises le gant de Freddy Krueger[16]